# Kostel svatého Petra a Pavla (Želkovice)
Kostel svatého Petra a Pavla je římskokatolický filiální kostel v Želkovicích v okrese Louny. Od roku 1964 je chráněn jako kulturní památka. Stojí na návrší nad západním okrajem vesnice.

## Historie a stavební vývoj
Odborná literatura klade vznik rotundy, která tvoří apsidu stávajícího kostela, přibližně do třicátých let 13. století. Z této doby pochází i první písemná zmínka o Želkovicích. V roce 1237 se objevují v predikátu rytíře Šebestiána, vystupujícího jako svědek na listině, vydané Václavem I. v klášteře Porta Apostolorum v Postoloprtech. Šebestián tak mohl být stavebníkem kostela. V písemných pramenech se ale kostel objevuje prvně až v roce 1352 v registru papežských desátků, kdy patřil do třebenického děkanátu. Příslušník šlechtické rodiny z Želkovic, Milobor, se ještě v roce 1370 uvádí jako spolupatron kostela v Třebenicích. V roce 1404 se kostel uvádí jako farní. Tehdy zemřel farář Mořic, kterého vystřídal kněz Heřman. Jednou z patronů byla Ludmila ze Sulevic, která ještě v roce 1436 sídlila v Želkovicích. Tehdy podávala do kostela nového kněze Mikuláše z Úštěka, jenž nahradil zemřelého Jana.
Někdy v období baroka byla k jižní straně apsidy postavena předsíň, k níž vedlo schodiště. Na východní straně apsidy byla rovněž v neznámé době zbudována sakristie. Obě stavby jsou zakreslené na ocelorytu Franze Lorenze z počátku padesátých let 19. století. Žádná z nich se ale nehodila do projektu architekta Wetzla, podle něhož byla v letech 1852–1854 k rotundě přistavena nová loď v novorománském slohu. Proto byly obě budovy zbořeny. V téže době byly do rotundy proraženy stávající okenní otvory a zazděno okno v apsidě. V roce 1874 byla do současné podoby upravena zvonice nad vstupem do lodi. V roce 2010 prošel kostel rekonstrukcí.

## Stavební podoba
Jádrem kostela je románská rotunda s apsidou. Do rotundy vede z jižní strany půlkruhový portál s pravoúhlým ústupkem. Vnější hrana byla po celém obvodu zdobená kamennými bobulemi; zachovaly se jen čtyři na vrcholu oblouku, zbytek byl neznámo kdy odsekán. Vnitřní hranu lemuje z větší části dochovaný obloučkový vlys. Oba tyto druhy dekoru jsou pro pozdně románskou architekturu typické. Rotundu kryje kuželová střecha s válcovou lucernou se čtyřmi páry půlkruhových oken. Interiér rotundy je zaklenutý kupolí, apsida je sklenutá konchou. Rotunda i apsida jsou každá osvětleny jedním párem obloukových oken. Ze středověkého období pochází výklenek sanktuária s hrotitým obloukem, umístěný v severním zdivu apsidy. Rotunda se do lodi otevírá půlkruhovým vítězným obloukem. Novorománská loď je uzavřena půlkruhovou valenou klenbou, osvětluje ji šest obloukových oken, tři po každé straně. V západní části lodi se nachází zděná kruchta, nesená třemi půlkruhovými oblouky.
Do východního zdiva apsidy je vsazena plastika tzv. Turka. Původně byla vybavena pokrývkou hlavy. Při rekonstrukci kostela v roce 1853 měla být odsekána, z čehož nakonec sešlo. Schematický náčrt plastiky pořídil v roce 1877 Jan Pudil.

## Vybavení
Oltář v apsidě se dvěma sochami světců, oltářní menza a kazatelna pocházejí z 50. let 19. století. V roce 1772 byl do rotundy přenesen pozitiv z kostela v Libčevsi. Stávající varhany z dílny pražských varhanářů Rejny a Černého byly kolaudovány roku 1892.

## Galerie

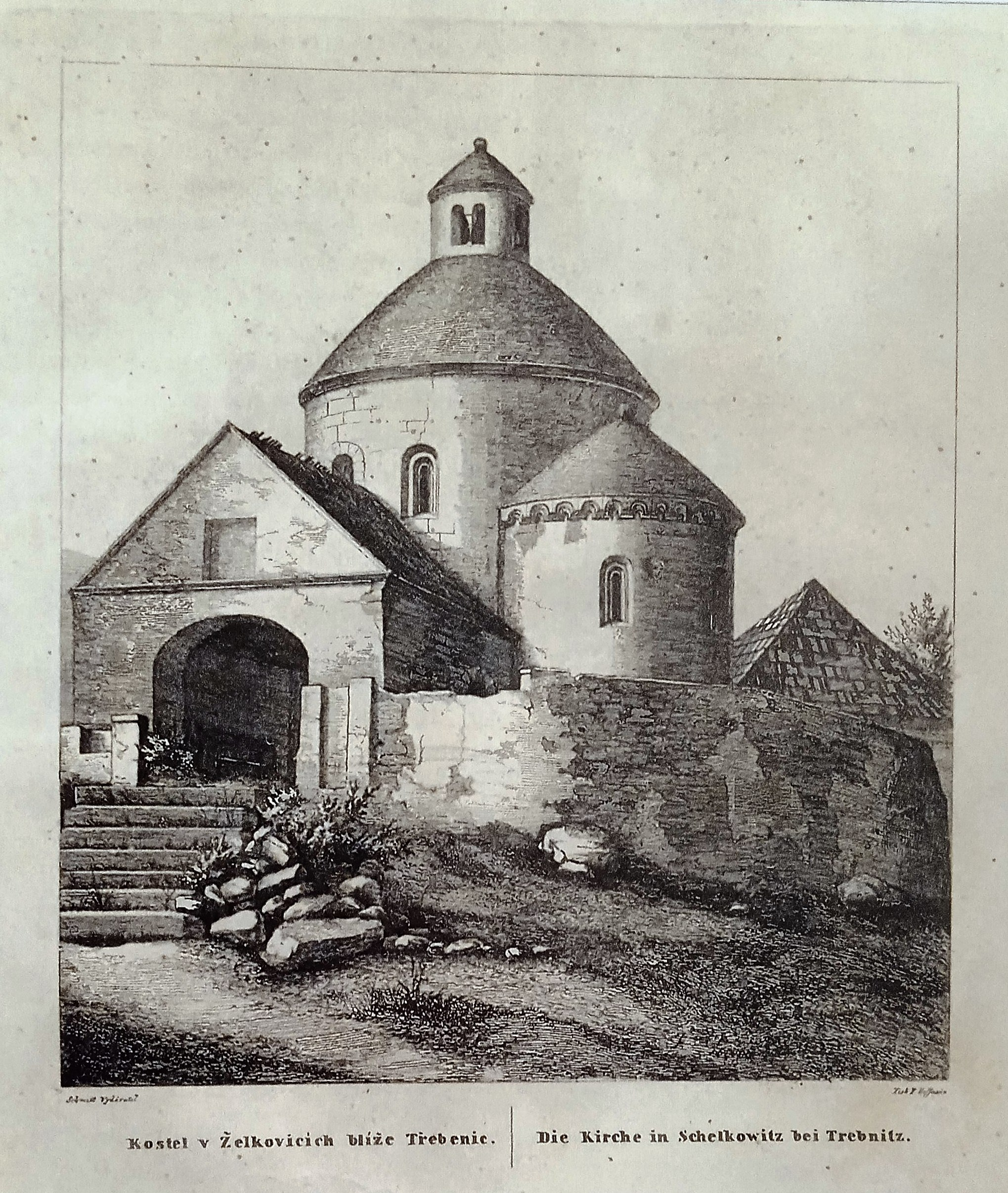
Rotunda začátkem 50. let 19. století na ocelorytině Franze Lorenze
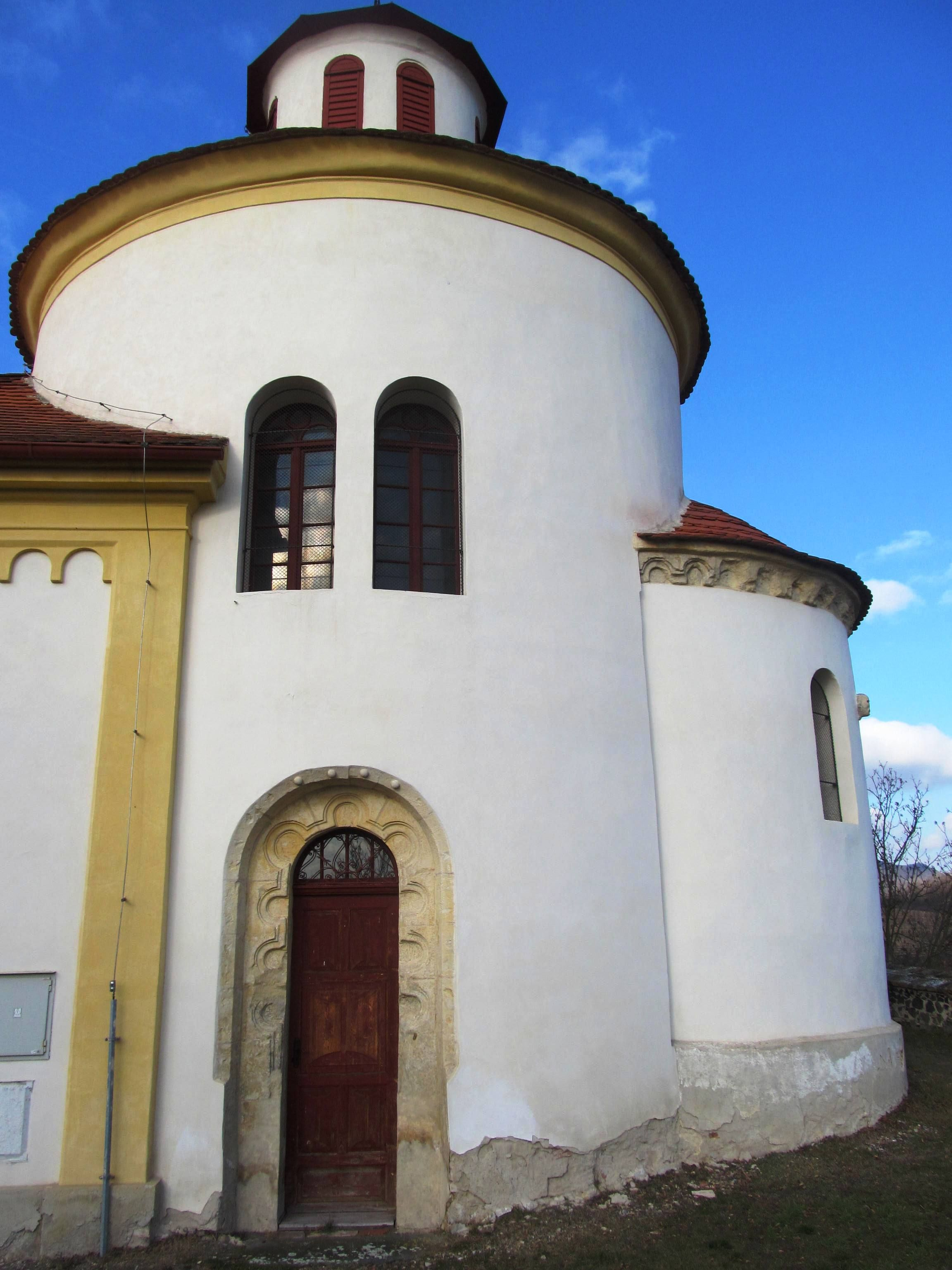
Portál rotundy
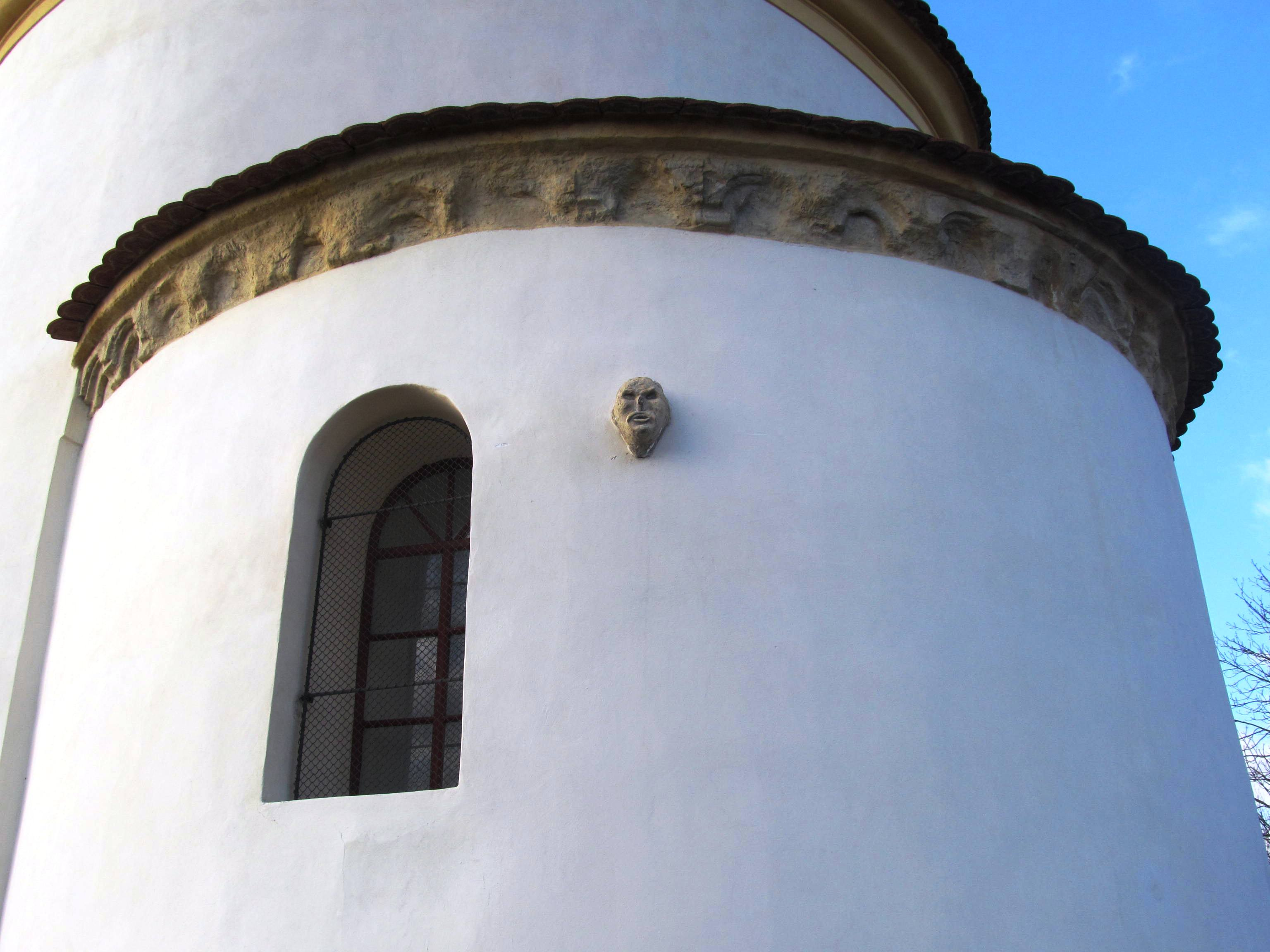
Apsida
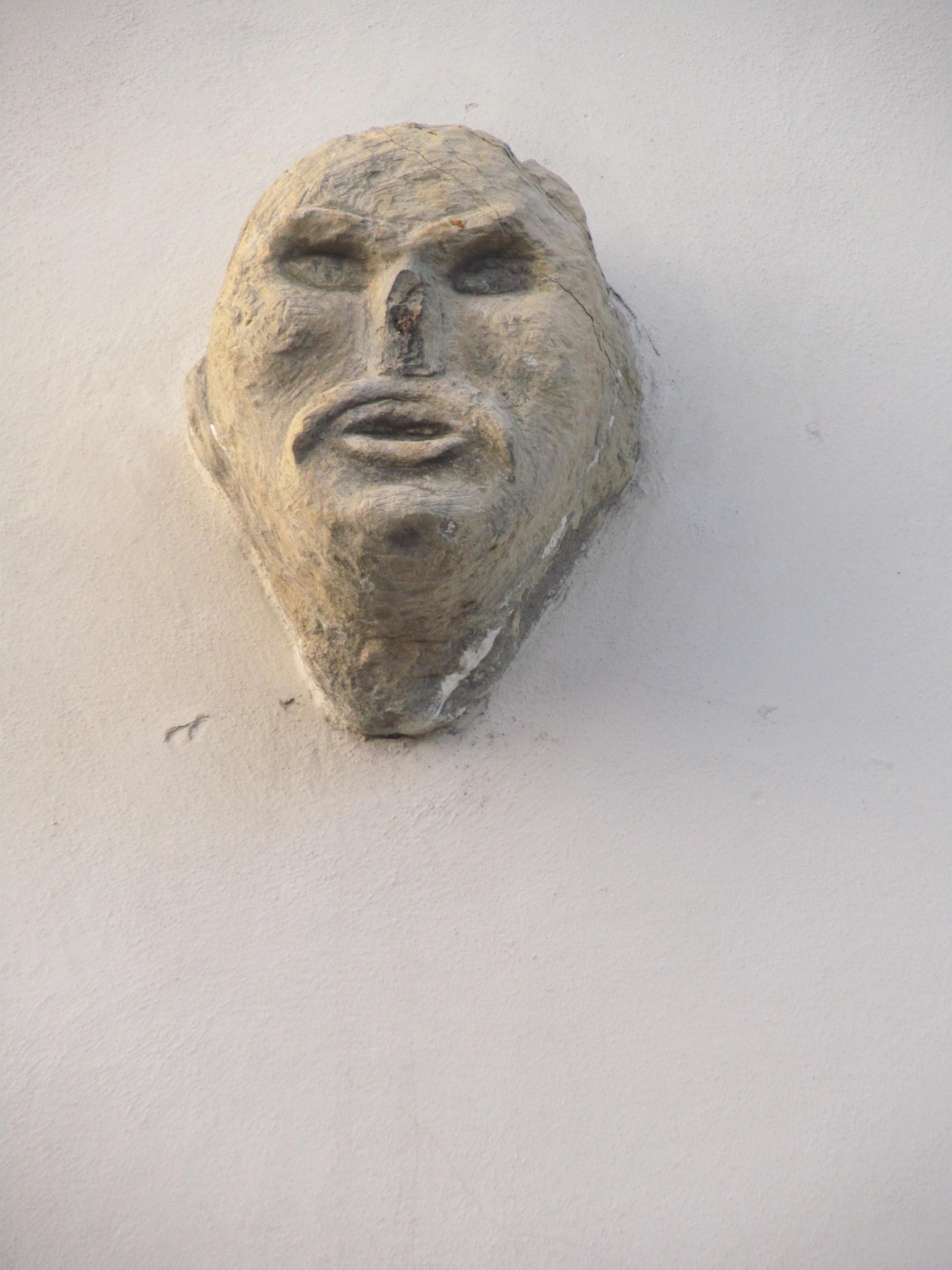
Plastika hlavy Turka